# Auguste Gaudel
Auguste Gaudel est né le 21 mai 1880 à Gerbéviller et mort le 8 août 1969 à Toulon. Il fut évêque de Fréjus et Toulon de 1941 à 1960, puis évêque de Nisyrus (de) de 1960 à 1969.

## Premières années au diocèse de Nancy
Joseph Auguste Gaudel est né le 21 mai 1880 à Gerbéviller, en Meurthe-et-Moselle. 
Après une formation au petit séminaire de Pont-à-Mousson puis au grand séminaire de Nancy, il est ordonné prêtre le 5 juillet 1903. 
Il poursuit ses études à l'Institut catholique de Paris de 1903 à 1906, puis à la faculté de théologie catholique de l'Université de Munich en 1907.
En 1908, il est nommé vicaire à Nancy (église Saint-Nicolas). En 1913, il devient curé de Magnières et ce, jusqu'en 1920.
Durant la première guerre mondiale, il sauve la vie à 19 otages qui allaient être fusillés, en offrant sa vie à leur place. Cet acte héroïque lui valut une citation à l'ordre de la Nation.

## Carrière universitaire
Auguste Gaudel quitte le diocèse de Nancy en 1920 pour devenir maître de conférences à la Faculté de théologie catholique de Strasbourg. En 1927, il occupe la chaire de professeur de dogme.
Il accompagne le repli de l'Université de Strasbourg à Clermont-Ferrand lors de la seconde guerre mondiale. Il est nommé en parallèle supérieur du séminaire universitaire.

## Épiscopat
Nommé évêque de Fréjus et Toulon le 24 septembre 1941, Auguste Gaudel est consacré à Clermont-Ferrand le 1er décembre 1941 par Gabriel Piguet avec comme co-consécrateurs Joseph-Jean Heintz et Marcel Fleury.
Il décide en 1958 du transfert de l'évêché de Fréjus à Toulon. Deux ans plus tard, en 1960, il se retire. Il est alors nommé évêque titulaire de Nisiro.

## Distinctions
- Chevalier de la Légion d'honneur
- Croix de guerre 1914-1918
- Officier de l'Instruction publique
- assistant au trône pontifical (1953)
- professeur honoraire de l'Université de Strasbourg.